# 胡耀明
胡耀明（1966年10月27日—2008年4月12日），江苏省苏州市昆山市巴城凤凰村人，古生物学家，博士学位，1988年于北京大学毕业，就职于中国科学院古脊椎动物与古人类研究所。
1997年胡耀明在英国《自然》上发表了题为《热河生物群第一件哺乳动物——张和兽》的论文。1999年赴美国读古生物学博士。
因为他的造诣和研究精神，美国的D.W.克劳斯教授将从马达加斯加采集到的白垩纪完整哺乳动物骨架交给他研究，他还与美国卡耐基自然博物馆代馆长罗哲西博士合作，在《科学》上发表论文；曾进行“吃恐龙的大型爬兽”、“哺乳动物中耳的演化”、“中生代飞翔的哺乳动物”等古生物学研究。
2005年，胡耀明患了肝癌，并进行了二次大的肝癌切除手术，胡耀明回到中国，但仍瞒着同事进行野外采集等活动。
在2008年，胡耀明病情已经十分严重，胡耀明希望能从美国回到中国，在回到中国后胡耀明依然经常与美国和中国同事和同行讨论学术问题。
2008年4月12日，胡耀明因肝癌在中国逝世。胡耀明的墓志铭是一句他在2005年得知自己患肝癌时说的话“请不要为我哭泣，因为我很快乐。”

## 人物评价
胡耀明的导师，古脊椎所前党委书记，副所长李传夔评价他说：“他那么有天赋，那么忠于这份事业。中国古生物学界要再出这么一个精研中生代哺乳动物的人才，至少得等上25到20年”。
美国自然历史博物馆古生物学部主任约翰·弗莱恩在发给胡耀明的唁电中说：“失去了一位杰出的科学家和如此多产的同行，实在是太令人悲伤了，他不仅善良、优雅，而且充满了智慧和见解，整个学界都会无比怀念他。”
古脊椎所常务副所长、“热河生物群研究”创新研究群体负责人周忠和评价他说：“胡耀明是一个纯粹的科学家。”

## 纪念
周忠和，张福成等人将2006年发现得知的古生物胡氏耀龙的种名以他的名字命名。
美国的一些科学家建议在北美古脊椎动物学年会上设立一个以他的名字命名的奖学金，用以表彰青年一代古脊椎动物学家，并激励后来者像他那样做人、做学问。
1. ↑  . www.ivpp.ac.cn.   [2024-07-22]. （原始内容存档于2024-07-26）.